# Сапробность
Сапробность — комплекс физиолого-биохимических свойств организма, обусловливающий его способность обитать в воде с тем или иным содержанием органических веществ, то есть с той или иной степенью загрязнения.

## Историческая справка
В 1902 году ботаником Р. Кольквицем и зоологом М. Марссоном была предложена система биологического анализа качества вод, впоследствии ставшая классической. Исследователи предложили дать двум основным группам показательных организмов-антагонистов название сапробионты (др.-греч. σαπρός ‘гнилой’) для обитателей сточных вод и катаробионты (др.-греч. καθαρός ‘чистый’) для организмов, населяющих исключительно чистые воды. Под сапробностью авторы понимали способность организмов развиваться при большем или меньшем содержании в воде органических загрязнений. В 1908—1909 гг. Кольквиц и Марссон опубликовали обширные списки показательных растительных и животных организмов, которые в дальнейшем многократно пополнялись и уточнялись.

## Группы сапробионтов и зоны загрязнения(по Кольквицу и Марссону)
Сапробионты были разделены на три группы:
- Организмы собственно сточных вод — полисапробионты (p-сапробы)
- Организмы сильно загрязненных вод — мезосапробионты (две подгруппы — α-мезосапробы и β-мезосапробы)
- Организмы слабозагрязненных вод — олигосапробы (o-сапробы)

Для оценки степени загрязнения водоемов органическими веществами авторы установили четыре зоны загрязнения: поли-, α-мезо, β-мезо и олигосапробную.
- Полисапробная зона характеризуется обилием нестойких органических веществ и продуктов их анаэробного распада, значительным количеством белковых соединений. Свободный кислород почти отсутствует, вследствие чего биохимические процессы носят восстановительный характер. В воде накапливаются сероводород, углекислота, метан, аммиак. Основу населения составляют сапрофитные бактерии, численность которых достигает многих сотен миллионов клеток в 1 мл воды. Число видов, обитающих в полисапробных водах, невелико, но развиваются они в огромных количествах.
- α-Мезосапробная зона по характеру биохимических процессов близка к полисапробной, но здесь уже присутствует свободный кислород,; сероводород и метан отсутствуют.
- β-Мезосапробная зона отличается от предыдущих преобладанием окислительных процессов над восстановительными. Благодаря интенсивному фотосинтезу многочисленных растений летом воды бывают перенасыщены кислородом.
- Олигосапробная зона полностью свободно от загрязнения и обычно перенасыщена кислородом. Население наиболее разнообразно в видовом отношении, но количественно значительно беднее, чем в предыдущих зонах.

Из приведенных характеристик зон сапробности следует, что по мере ухудшения качества воды таксономический состав гидробионтов становится беднее, в то время как численность отдельных видов возрастает и в полисапробной зоне может быть огромной.

## Критика подхода
Существующая ныне система индикаторных организмов не универсальна для всех материков, наиболее применима она в европейской части Палеарктики. Более того, первоначальный смысл термина «сапробность», как способность организмов обитать в загрязненных органическими веществами водах, утрачен из-за повсеместного преобладания промышленных загрязнений над бытовыми стоками, относительно которых изначально строилась система Кольквица-Марссона, но, несмотря на это, термин продолжает использоваться в смысле общего загрязнения.

## Индекс сапробности
В России применяется индекс сапробность Пантле-Букка , вычисляемый по формуле S= Σ( sh)/ Σ (h), где s-индикаторная значимость вида (s: = 1 - олигосапробы, = 2 - альфа-мезосапробы, = 3 - бета-мезосапробы, = 4 - полисапробы); h - относительное количество особей вида (h: = 1 - cлучайные находки, = 3 - частая встречаемость, = 5 - массовое развитие). При S = 4.0-3.5 - полисапробная зона, = 3.5-2.5 - мезосапробная зона, = 2.5-1.5 - мезосапробная зона, = 1.5-1.0 - олигосапробная зона, = 0.5-0 - ксеносапробные воды.
В.Ю. Захаров в "Методическом руководстве" (1997) приводит расчет сапробности по модифицированной формуле Пантле-Букк для нескольких рядов наблюдений (например, индексов сапробности для нескольких групп организмов из одного места сбора материала):
Индекс Гуднайта и Уитлея. Гуднайт и Уитлей о санитарном состоянии рек судят по соотношению олигохет и других обитателей дна: река в хорошем состоянии - олигохет менее 60% от общего числа всех донных организмов, в сомнительном состоянии - 60-80%, тяжелое загрязнение - более 80%.
Цанер (1964) качество вод оценивает по величинам абсолютной численности Tubifex tubifex и видов р. Limnodrilus: